# Fata morgana (film)
Fata morgana este un film românesc din 1981 regizat de Elefterie Voiculescu, care a adaptat romanul omonim al lui Ion Grecea. Rolurile principale au fost interpretate de actorii Dinu Manolache, Diana Lupescu și Elena Sereda.

## Distribuție
Distribuția filmului este alcătuită din:
- Dinu Manolache — Virgil Alexiu, fiul directorului
- Diana Lupescu — Cristina Barna, fosta iubită a lui Virgil
- Elena Sereda — mama lui Virgil, profesoară
- Mihai Pălădescu — tatăl lui Virgil, directorul întreprinderii de construcții
- Petre Lupu — caporalul Alexandru Bobeică, mecanic, prietenul lui Virgil
- Dorel Zaharia — fruntașul Jurcă, membru al echipajului tancului Lebăda 22
- Florin Dobrovici — caporalul Ștefan Z. Cimbru, instructor militar
- Claudiu Bleonț — soldatul Cătina, membru al echipajului tancului Lebăda 22 (menționat Claudiu Bleontz)
- Telly Barbu-Militaru — bunica lui Virgil
- Mărioara Sterian — Elena, bibliotecara unității militare
- Marius Ionescu — lt. Dănoiu, comandantul companiei a II-a
- Anatol Spînu
- Luiza Derderian-Marcoci
- Costache Diamandi — președintele comisiei de admitere la Institutul de Teatru
- Angela Ioan
- Gheorghe Andreescu
- Ion Manolescu
- Stela Crăiniceanu
- Cătălina Tăutu
- Elvira Ivașcu
- Nicolae Spudercă
- Ion Gerea
- Celina Rotaru
- Cornel Ispas
- Florin Samoilă
- Crina Cojocaru
- Mariana Ilinca
- Mihai Romașcanu
- Ionel Tudor
- Eugen Tegu
- Anton Aftenie

## Primire
Filmul a fost vizionat de 3.393.174 de spectatori în cinematografele din România, după cum atestă o situație a numărului de spectatori înregistrat de filmele românești de la data premierei și până la data de 31 decembrie 2014 alcătuită de Centrul Național al Cinematografiei.